# Karèn H. Grigorian
Karèn H. Grigorian (armeni: Կարեն Հ. Գրիգորյան; Yerevan, 25 de febrer de 1995) és un jugador d'escacs armeni, que té el títol de Gran Mestre des de 2013.
A la llista d'Elo de la FIDE del desembre de 2021, hi tenia un Elo de 2645 punts, cosa que en feia el jugador número 3 (en actiu) d'Armènia. El seu màxim Elo va ser de 2666 punts, a la llista del gener de 2021.

## Resultats destacats en competició
El 2008 va ser campió d'Armènia sub-14, i el 2010 campió d'Europa sub-16. També el 2010 va ser guanyar el Memorial G. Kasparian – Joves Mestres; el 2011 el torneig de joves estrelles; el 2012 l'Obert d'Albena, el juliol del 2013 l'Obert Internacional d'Escacs Vila de Sitges.
El juliol del 2014 fou campió de l'Obert de Sant Martí i a l'agost va guanyar l'Obert Ciutat de Badalona El mateix any 2014 va ocupar el primer lloc en la classificació general del Circuit Català.
El gener de 2015 es proclamà campió d'Armènia, a Yerevan. El juliol del 2015 fou campió de l'Obert de Barberà del Vallès, amb 7½ punts de 9, mig punt més que el GM Marc Narciso Dublan, i subcampió de l'Obert de Sitges amb 7 punts de 9, mig punt per darrere de Johan Salomon. El 2015 de nou fou el vencedor del Circuit Català. L'octubre de 2015 guanyà el 4t Memorial Oliver González jugat a Leganés (Espanya) destacat amb 8 punts de 9, un punt més que els tres immediats perseguidors: Mikhaïl Ulibin, Orelvis Pérez Mitjans i Robert Hovhannisian. També el 2015 va guanyar l'Obert Internacional Ciudad de Lorca.
El setembre de 2016 fou campió de l'Obert Ciutat de Sabadell amb 7 de 9 partides, superant al cubà Luís Aguero en el desempat. El 2018 va guanyar per segon cop l'Obert Internacional Ciudad de Lorca.